# Ятиё (посёлок)
Ятиё (яп. 八千代町 Ятиё-мати) — посёлок в Японии, находящийся в уезде Юки префектуры Ибараки. Площадь посёлка составляет 59,10 км², население — 22 300 человек (1 августа 2014), плотность населения — 377,33 чел./км².

## Географическое положение
Посёлок расположен на острове Хонсю в префектуре Ибараки региона Канто. С ним граничат города Юки, Симоцума, Тикусей, Бандо, Кога.

## Население
Население посёлка составляет 22 300 человек (1 августа 2014), а плотность — 377,33 чел./км². Изменение численности населения с 1980 по 2005 годы:
| 1980 | 22 845 чел. |  |
| 1985 | 24 029 чел. |  |
| 1990 | 24 351 чел. |  |
| 1995 | 25 008 чел. |  |
| 2000 | 24 352 чел. |  |
| 2005 | 23 609 чел. |  |

## Символика
Деревом посёлка считается Zelkova serrata, цветком — хризантема, птицей — полевой жаворонок.